# Franz Hundsnurscher
Franz Hundsnurscher (ur. 22 września 1935 w Krummau, obecnie: Krumlov, Czechy, zm. 30 lipca 2017 w Tecklenburg) – niemiecki językoznawca, germanista, profesor Uniwersytetu w Münster.

## Życiorys
W roku 1960 ukończył studia języka niemieckiego, języka angielskiego i historii na Uniwersytetach w Monachium i Tybindze. 
Doktorat z językoznawstwa w roku 1967 w Tybindze, Od 1974 r. pracował jako profesor w Instytucie Germanistyki Uniwersytetu w Münster.

## Aktywność naukowa
Badania i publikacje Franza Hundsnurschera dotyczyły leksykologii, semantyki leksykalnej, składni, teorii aktów mowy, analizy dialogu.
Był współredaktorem serii wydawniczej Göppinger Arbeiten zur Germanistik (Kümmerle Verlag) i Stuttgarter Arbeiten zur Germanistik (Hans-Dieter Heinz-Verlag).

### Publikacje (wybór)
- Das System der Partikelverben mit „aus” in der Gegenwartssprache. 1968
- Neuere Methoden der Semantik. 1970
- (współaut. Jochen Splett): Semantik der deutschen Adjektive. Analyse der semantischen Relationen.1982
- Das Verkaufs-/Einkaufs-Gespräch. Eine linguistische Analyse. 1985
- (współred.) – Dialoganalyse. Referate der 1. Arbeitstagung. 1986
- (współred.) D. Alan Cruse, Michael Job, Peter Rolf Lutzeier: Lexicology: an international handbook on the nature and structure of words and vocabularies. 2005

### Księgi jubileuszowe
- Götz Hindelang, Eckard Rolf, Werner Zillig (red.): Der Gebrauch der Sprache. Festschrift für Franz Hundsnurscher zum 60. Geburtstag. Münster 1995
- Susanne Beckmann, Peter-Paul König, Georg Wolf (red.): Sprachspiel und Bedeutung. Festschrift für Franz Hundsnurscher zum 65. Geburtstag. Tübingen 2000
- Götz Hindelang, Youngsook Yang (red.): Franz Hundsnurscher: Studien zur Dialoggrammatik. Zu seinem 70. Geburtstag. Stuttgart 2005